# Схрёдер, Герко
Ге́рко Берна́рдюс Схрёдер (нидерл. Gerco Bernardus Schröder; 28 июля 1978, Тюбберген, Нидерланды) — голландский конник, двукратный серебряный призёр летних Олимпийских игр 2012 года в личном и командном конкуре. Чемпион мира 2006 года в командном конкуре.

## Спортивная биография
На летних Олимпийских играх Герко дебютировал в 2004 году на играх в Афинах. По итогам квалификационного раунда в личном конкуре Шрёдер занял 20-е место, но поскольку он стал четвёртым среди голландцев, прошедших в финал, то вынужден был завершить выступление. В командном конкуре Шрёдер в составе сборной Нидерландов занял 4-е место, отстав от третьего места всего на 3 балла. В 2006 году на домашнем чемпионате мира в Ахене Схрёдер занял 6-е место в индивидуальном конкуре. В командном конкуре сборная Нидерландов с Шрёдером в составе стала чемпионами мира.
На летних Олимпийских играх 2008 года в Пекине Схрёдер смог выйти в финал соревнований в личном конкуре, но там не смог показать лучший результат и занял только 16-е место. В командном первенстве сборная Голландии вновь, как и 4 года назад, заняла 4-е место.
Летние Олимпийские игры 2012 года в Лондоне стали самыми успешными в карьере голландца. В личном конкуре Шрёдер, выступая на лошади London, дошёл до финала. В первом финальном раунде Герко прошёл трассу чисто, но не смог уложиться в установленный лимит времени и получил одно штрафное очко. Второй финальный раунд Шрёдер прошёл, не набрав ни одного штрафного очка и, благодаря осечкам конкурентов, смог выйти на второе место, поделив его с ирландцем Кианом О’Коннором. В перепрыжке за второе место Шрёдер смог пройти трассу чисто, но не очень быстро. О’Коннор же всю трассу шёл с опережением времени голландца, но на последнем препятствии лошадь ирландца задними копытами зацепила планку, что позволило Шрёдеру стать серебряным призёром игр. В командном конкуре учитывались результаты, набранные спортсменами во втором и третьем квалификационных раундах. В каждом из этих раундов Шрёдер набирал по 4 штрафных очка, но уверенное выступление его партнёров позволило сборной Голландии набрать столько же очков, как и у сборной Великобритании. В перепрыжке за первое место сильнее оказались британцы, а Шрёдер стал обладателем своей второй серебряной медали.

## Личная жизнь
- Жена — Эвелин, сын — Томас.
- У Герко есть два старших брата-близнеца Вим и Бен. Вим — участник летних Олимпийских игр 2004 года в конкуре.